# Andrographis echioides
Andrographis echioides es un especie de planta herbácea de la familia Acanthaceae. 

## Taxonomía
Andrographis echioides fue descrita por  (L.) Nees y publicado en Plantae Asiaticae Rariores 3: 117. 1832.
Sinonimia
- Erianthera echioides (L.) M.R.Almeida
- Eriathera lobelioides Nees
- Indoneesiella echioides (L.) Sreem.
- Justicia echioides L.
- Neesiella echioides (L.) Sreem.[2]